# A7 (motorväg, Belgien)

A7 (Belgien)

A7 är en motorväg i Belgien som går mellan Halle och gränsen till Frankrike. Motorvägen går via Nivelles och Mons.